# Танхой
Танхо́й (бур. Тонхой) — посёлок (в 1934—2013 гг. — посёлок городского типа) в Кабанском районе Бурятии. Административный центр сельского поселения «Танхойское».
В посёлке находится станция Танхой Восточно-Сибирской железной дороги на Транссибирской магистрали и центральная усадьба Байкальского биосферного заповедника.

## География
Посёлок расположен в 130 км к юго-западу от районного центра, села Кабанска, на южном берегу озера Байкал, напротив истока Ангары, на федеральной автомагистрали Р258 «Байкал» Иркутск — Улан-Удэ — Чита и Транссибирской железнодорожной магистрали. Расстояния по железной дороге: до Улан-Удэ 221 км, до Иркутска 235 км. На западной окраине Танхоя протекает река Осиновка. В восточной части посёлка в Байкал впадает река Безголовка.

## История
Возникновение посёлка связано со строительством в 1901—1903 годах железнодорожной станции Забайкальской железной дороги. До открытия движения по Кругобайкальской железной дороге станция была тупиковой, и поезда пересекали Байкал с помощью паромов, ходивших между пристанями Танхой и Байкал (в зимнее время перевозки осуществлялись гужевым транспортом; в январе 1904 г. железнодорожная колея была проложена по льду озера). Для осуществления сообщения паромов между Танхоем и Портом Байкал впервые в России был запущен радиотелеграф. Порт имел собственную электростанцию и электрическое освещение.
После строительства железной дороги население Танхоя быстро росло; в 1906 году было открыто одноклассное железнодорожное училище. До 1918 года населённый пункт был центром Танхойской волости.
В 1920 году на пристани Танхой базировался пароход «Спартак» из Сибирской военной речной флотилии.
1 июля 1934 года ВЦИК РСФСР постановил преобразовать селение Танхой при одноимённой железнодорожной станции Забайкальской железной дороги в Кабанском национальном русском районе в рабочий посёлок Танхой.
В годы Великой Отечественной войны в Танхое находилось в эвакуации Севастопольское военно-морское училище береговой обороны.
13 января 1965 года город Бабушкин, рабочие посёлки Выдрино, Селенгинск, Каменск и Танхой, а также Посольский сельсовет переданы из Прибайкальского района в Кабанский район.
26 августа 1984 года, стартовав от поселка Танхой, на парусной доске Байкал пересёк Валерий Горшков. Время в пути составило 6 часов.
25 апреля 2013 года посёлок городского типа Танхой был преобразован в сельский населенный пункт — посёлок Танхой
В декабре 2013 года Совет депутатов МО ГП «Танхойское» решением от 20. 12. 2013 г. № 22 утвердил Устав муниципального образования сельского поселения «Танхойское».

## Климат
| Среднесуточная температура воздуха | Среднесуточная температура воздуха | Среднесуточная температура воздуха | Среднесуточная температура воздуха | Среднесуточная температура воздуха | Среднесуточная температура воздуха | Среднесуточная температура воздуха | Среднесуточная температура воздуха | Среднесуточная температура воздуха | Среднесуточная температура воздуха | Среднесуточная температура воздуха | Среднесуточная температура воздуха | Среднесуточная температура воздуха |
| Янв                                | Фев                                | Мар                                | Апр                                | Май                                | Июн                                | Июл                                | Авг                                | Сен                                | Окт                                | Ноя                                | Дек                                | Год                                |
| −14,9 °C                           | −16,8 °C                           | −8,9 °C                            | −0,5 °C                            | 6,6 °C                             | 11,0 °C                            | 14,5 °C                            | 13,9 °C                            | 8,5 °C                             | 2,3 °C                             | −4,4 °C                            | −8,5 °C                            | 0,3 °C                             |
| ---------------------------------- | ---------------------------------- | ---------------------------------- | ---------------------------------- | ---------------------------------- | ---------------------------------- | ---------------------------------- | ---------------------------------- | ---------------------------------- | ---------------------------------- | ---------------------------------- | ---------------------------------- | ---------------------------------- |

## Население
| 1939 | 1959  | 1970  | 1979  | 1989  | 2009  | 2010 |
| ---- | ----- | ----- | ----- | ----- | ----- | ---- |
| 4034 | ↘2711 | ↘1311 | ↘1052 | ↗1127 | ↘1084 | ↘964 |
| 2011 | 2012  | 2013  |       |       |       |      |
| ↘961 | ↘957  | ↘940  |       |       |       |      |

## Экономика
В посёлке расположены предприятия железнодорожного транспорта. Работают асфальтовый завод, пекарня. Жители заняты личным подсобным хозяйством, рыболовством.
С 1969 года в Танхое располагается центральная усадьба Байкальского государственного заповедника. Туристов принимают музей природы на центральной усадьбе заповедника, визит-центр «Байкал заповедный» и историко-мемориальный комплекс «Байкальская переправа».

## Инфраструктура
Администрация сельского поселения, средняя общеобразовательная школа-интернат, Дом культуры, библиотека, фельдшерско-акушерский пункт, отель, храм Святителя Иннокентия Иркутского.

## Образование
На базе "Школы-интерната № 21 ОАО «РЖД» ежегодно с 2009 года летом проводится «Байкальская международная школа», собирающая юных исследователей из России и других государств. Юные исследователи изучают растительный, животный мир Прибайкалья, занимаются краеведением, промышленной экологией, реализуют арт-проекты. В период проведения БМШ проходит Летний Межрегиональный тур конференции Всероссийского конкурса юношеских исследовательских работ им. В. И. Вернадского.
В школе действует музей «Железные дороги на службе Великой России». Большинство экспонатов музея — результат работы школьного кружка железнодорожного макетирования. Наряду с экспозицией об истории железных дорог действуют экспозиции «Горница Танхойского путейца» и «Эко-дом у железной дороги».

## Достопримечательности
- Ступа Совершенной Победы. Инаугурация Ступы состоялась 27 июля 2017 года.
- Две водонапорные башни и водоподъёмное здание (насосная станция), сооружённые в начале XX века при строительстве Транссибирской магистрали.
- Дом Никанора Стрижака, который считала своей малой родиной советская певица Валентина Толкунова — здесь родилась и выросла мама певицы, познакомились и поженились её родители, сама она неоднократно бывала в детстве.
- Основание маяка — одного из трёх маяков паромной железнодорожной переправы через озеро Байкал. Построен в 1903 году.

## Известные уроженцы
- Воробьевский, Алексей Викторович (1906—1992) — советский художник по фарфору.
- Валериан Евгеньевич Викулов (1935—2014) — советский и российский учёный и педагог в области экологии и географии, профессор, доктор географических наук (1983), заслуженный деятель науки Республики Бурятия, заслуженный эколог Российской Федерации (2001), почётный член Русского географического общества, лауреат стипендии РАН выдающимся учёным России, академик Российской экологической академии, известный байкаловед и защитник озера Байкал.